# Carl Rieter
Carl Rieter, auch Karl Rieter (* 30. März 1834 in Winterthur, Kanton Zürich; † 8. Januar 1857 in Düsseldorf, Rheinprovinz), war ein Schweizer Historienmaler der Düsseldorfer Schule.

## Leben
Carl Rieter kam als Sohn des Kaufmanns Heinrich Rieter und von Ermine Rieter, geborene Brunner, am 30. März 1834 in Winterthur zur Welt. Sein älterer Bruder war der Landschaftsmaler Julius Rieter.
Seinen ersten Zeichenunterricht erhielt er von seinem Grossvater und Landschaftsmaler Salomon Brunner (1778–1848) und später durch Diethelm Stäbli am Gymnasium in Winterthur. Nach der Übersiedlung der Familie 1850 nach Bern sollte er ursprünglich in das Geschäft des Vaters eintreten, durfte aber eine Malerausbildung absolvieren. Zunächst studierte er kurz bei Joseph Volmar in Bern, bevor er seine Ausbildung in bei Joseph Hornung in Genf fortsetzte. Auf Anregung Hornungs besuchte Rieter schliesslich ab 1853 die Kunstakademie Düsseldorf, wo er schon bald in die Meisterklasse befördert wurde. Dort waren Theodor Hildebrandt und Wilhelm von Schadow seine Lehrer und teilte er sich ein Atelier mit seinem Landsmann Joseph Balmer. Während seiner Zeit in Düsseldorf entstand auch das Gemälde «Der Dauphin nach der Schlacht St. Jakob an der Birs», das sich im Kunstmuseum Winterthur befindet.
Rieter erkrankte zu Weihnachten 1856 an Typhus und erlag am 8. Januar 1857 im Alter von 22 Jahren in Düsseldorf der Krankheit.